# Дуччини, Рут
Рут Дуччини (англ. Ruth Duccini; 23 июля 1918 — 16 января 2014) — американская актриса, снявшаяся в фильме «Волшебник страны Оз» (1939).

## Биография
Родилась в городе Раш-Сити в штате Миннесота. В 1939 году она снялась в фильме по сказке Фрэнка Баума «Волшебник страны Оз» в роли обитательницы Волшебной страны — жевуна. К 2013 году она оставалась последней актрисой, исполнившей роль жительницы этой страны.
В годы Второй Мировой войны она работала клёпальщицей на авиационном заводе, чем всегда гордилась.
21 ноября 2007 года она с рядом других актёров, снимавшимися в этом фильме, была удостоена звезды на Голливудской «Аллее славы» .
После смерти Маргарет Тэтчер, некоторые её противники пытались продвинуть на радио-чартах песню из фильма «Волшебник страны Оз» «Ding-Dong! The Witch Is Dead» (Динь-Дон! Ведьма умерла), чтобы отпраздновать её смерть. Рут Дуччини и Джерри Марен, также снимавшийся в этом фильме, протестовали против этой акции, называя использование песни в таких целях ужасным.
Скончалась 16 января 2014 года в Лас-Вегасе.

## Фильмы
- Волшебник страны Оз